# Müllrose
Müllrose (pronunciación en alemán: /ˈmylˌʁoːzə/ⓘ) es un municipio situado en el distrito de Oder-Spree, en el estado federado de Brandeburgo (Alemania), a una altitud de 40 metros sobre el nivel del mar. Su población a finales de 2016 era de 4500 habs. y su densidad poblacional, 70 hab/km².